# District du Quesnoy
Le district du Quesnoy est une ancienne division territoriale française du département du Nord de 1790 à 1795.
Il était composé des cantons de le Quesnoy, Bavai, Berlaymont, Feignies, Landrecies et Solesmes.